# Elaboration Likelihood Model

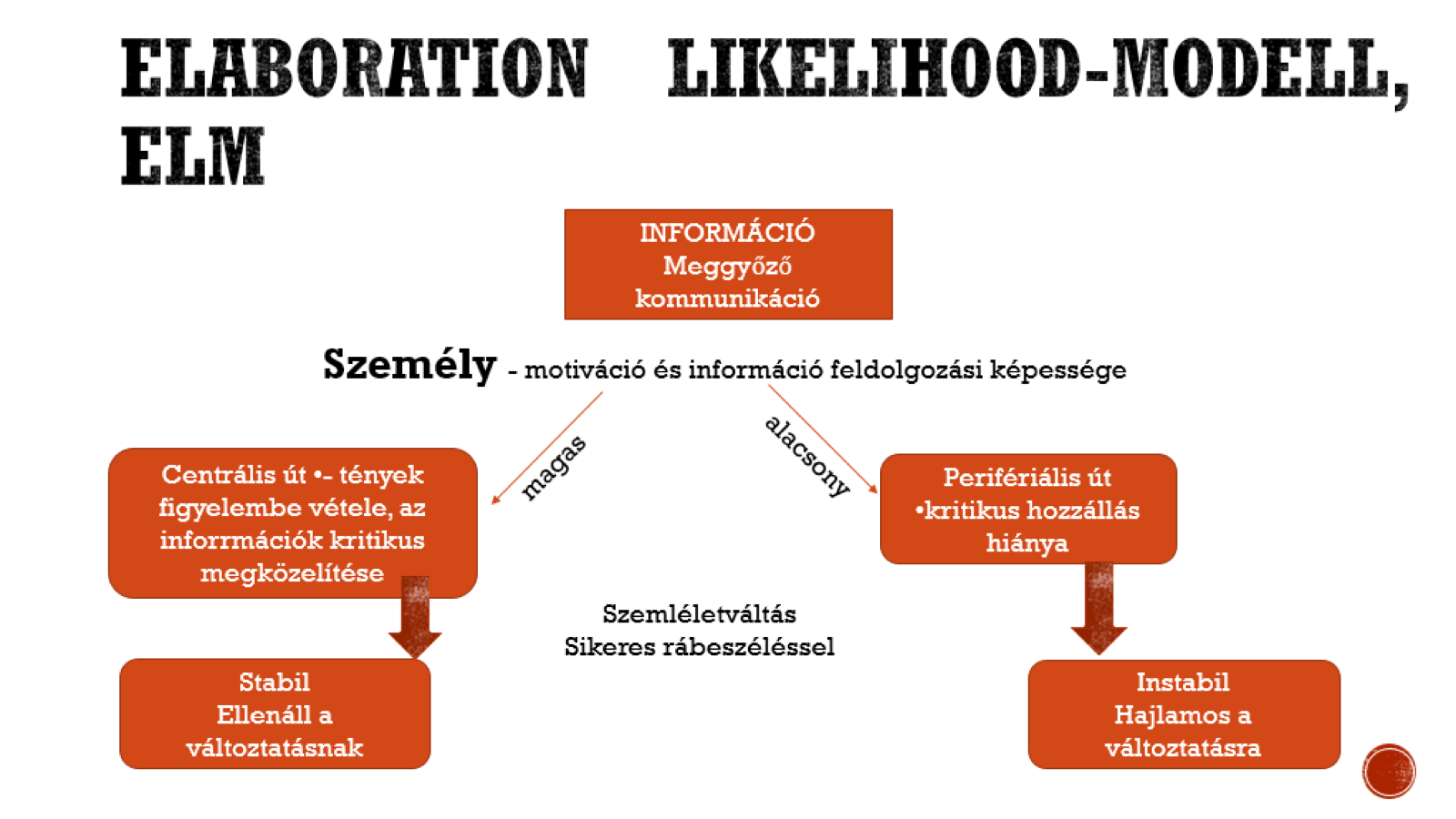

Az Elaboration Likelihood Model (röviden ELM) egy szociálpszichológiai modell, amelyet Richard E. Petty és John T. Cacioppo dolgozott ki 1986-ban. Az egyik legismertebb modell a médiahatáskutatás területén.
A meggyőzés kidolgozott valószínűségi modellje (ELM) egy kettős folyamatelmélet, amely az attitűdök változását írja le. Az ELM-et Richard E. Petty és John Cacioppo fejlesztette ki 1980-ban. A modell célja, hogy megmagyarázza az ingerek feldolgozásának különböző módjait, miért használják őket, és milyen eredményeket érnek el az attitűdváltozásban. Az ELM két fő útvonalát javasolja a meggyőzésnek: a központi és a periférikus útvonalat.
A központi útvonalon a meggyőzés abból adódik, hogy az érintett személy gondosan és átgondoltan mérlegeli az érdekképviselet alátámasztására bemutatott információk valódi értékét. A központi út az üzenet magas szintű feldolgozását foglalja magában, amelyben az üzenetet fogadó egyén nagy mennyiségű információt gyűjt az érvekről. Az attitűdváltozás eredménye viszonylag tartós, ellenálló és előrejelzi a viselkedést.
Másrészt a periférikus útvonalon a meggyőzés abból fakad, hogy a személy az inger pozitív vagy negatív jelzéseire asszociál, vagy egyszerű következtetést von le a képviselt álláspontja védelmére. A periférikus úton kapott jelzések általában nem kapcsolódnak az inger logikai minőségéhez. Ezek a jelzések olyan tényezőket foglalnak magukban, mint az üzenet forrásainak hitelessége vagy vonzereje, vagy az üzenet minősége [5]. A feldolgozás valószínűségét az egyén motivációja és képessége határozza meg az előadott érvelés értékelését [4].

## Forrás, hivatkozások
1. Petty, Richard E.; Cacioppo, John T. (1986). Communication and persuasion: central and peripheral routes to attitude change. Berlin, Germany: Springer-Verlag. p. 4. ISBN 978-0387963440.
2. Kruglanski, Arie W.; Van Lange, Paul A.M. (2012). Handbook of theories of social psychology. London, England: Sage. pp. 224–245.
3. Petty, Richard E; Cacioppo, John T (1984). "Source factors and the elaboration likelihood model of persuasion". Advances in Consumer Research. 11: 668.
4. Petty, Richard E; Cacioppo, John T (1986). "The elaboration likelihood model of persuasion". Advances in Experimental Social Psychology. London, England: Elsevier. 19: 124–129. doi:10.1016/s0065-2601(08)60214-2. hdl:10983/26083. ISBN 9780120152193.